# ریف
ریف (به فرانسوی: Rif) یک رشته‌کوه در مراکش است. ریف ۲٬۴۵۵ متر بالاتر از سطح دریا واقع شده‌است.